# Wiceprezydenci Wenezueli
Wiceprezydenci Wenezueli
| Lp. | Nazwisko                                 | Od   | Do    |
| --- | ---------------------------------------- | ---- | ----- |
| 1   | Primeiro Triunvirato                     | 1811 | 1812  |
| 2   | Segundo Triunvirato                      | 1812 | 1812  |
| 3   | Francisco Antonio Zea                    | 1819 | 1821  |
| 4   | Francisco de Paula Santander             | 1821 | 1830  |
| 5   | Diego Bautista Urbaneja                  | 1830 | 1833  |
| 6   | Andrés Narvarte                          | 1833 | 1837  |
| 7   | José María Carreño                       | 1837 | 1837  |
| 8   | Carlos Soublette                         | 1837 | 1841  |
| 9   | Santos Michelena                         | 1841 | 1844  |
| 10  | Diego Bautista Urbaneja                  | 1845 | 1849  |
| 11  | Antonio Leocadio Guzmán                  | 1849 | 1851  |
| 12  | Joaquín Herrera                          | 1851 | 1855  |
| 13  | Manuel Felipe de Tovar                   | 1858 | 1860  |
| 14  | Pedro Gual                               | 1860 | 1861  |
| 15  | Antonio Leocadio Guzmán                  | 1863 | 1863  |
| 16  | Ramón Ayala Juan Vicente Gómez           | 1901 | 1904  |
| 17  | Juan Vicente Gómez José Antonio Velutini | 1905 | 1910  |
| 18  | Juan Crisóstomo Gómez José Vicente Gómez | 1922 | 1923  |
| 19  | Isaías Rodríguez                         | 2000 | 2000  |
| 20  | Adina Bastidas                           | 2000 | 2002  |
| 21  | Diosdado Cabello                         | 2002 | 2002  |
| 22  | José Vicente Rangel                      | 2002 | 2007  |
| 23  | Jorge Rodríguez                          | 2007 | 2008  |
| 24  | Ramón Carrizales                         | 2008 | 2010  |
| 25  | Elías Jaua Milano                        | 2010 | 2012  |
| 26  | Nicolás Maduro                           | 2012 | 2013  |
| 27  | Jorge Arreaza                            | 2013 | 2016  |
| 28  | Aristóbulo Istúriz                       | 2016 | 2017  |
| 29  | Tareck El Aissami                        | 2017 | 2018  |
| 30  | Delcy Rodríguez                          | 2018 | nadal |